# Anne Dudek
Anne Louise Dudek (Boston, 22 marzo 1975) è un'attrice statunitense, nota al pubblico per la sua partecipazione alla serie televisiva statunitense Dr. House - Medical Division.

## Carriera
A partire dal 1990, Anne Dudek è apparsa in numerose produzioni teatrali a Broadway.
Dopo il successo in teatro, è apparsa nella commedia britannica The Book Group nel 2002, e in altre serie televisive, come Desperate Housewives, How I Met Your Mother, Friends, Bones, Numb3rs e Six Feet Under.
Nel 2007 ha un ruolo nella serie Dr. House - Medical Division come Amber Volakis, una degli aspiranti al posto nel team di Gregory House.
Al cinema, ha preso parte a La macchia umana con Anthony Hopkins nel 2003 e a White Chicks nel 2004. Nel 2006 fa parte della serie televisiva Psych solo nell'episodio Pilota nei panni della detective Lucinda Barry. Il motivo della sostituzione con il personaggio di Juliet (Maggie Lawson) già dal secondo episodio sembra sia da attribuirsi al fatto che il personaggio interpretato da Anne Dudek non avesse riscosso il consenso del pubblico in seguito alla relazione con il detective Carlton Lassiter (Timothy Omundson).

## Vita privata
Anne Dudek è cresciuta a Newton, nell'area metropolitana di Boston, ed ha studiato alla Northwestern University. È stata sposata con l'artista Matthew Heller, dal quale ha avuto due figli, Akiva nato il 14 dicembre 2008 e Saskia nata nel 2012. La coppia ha divorziato nel 2016.

## Filmografia

### Cinema
- La macchia umana (The Human Stain), regia di Robert Benton (2003)
- Educating Lewis, regia di Ted Wass (2004)
- White Chicks, regia di Keenen Ivory Wayans (2004)
- The Naughty Lady, regia di Sorin Ariel Iarovici (2004)
- A Coat of Snow, regia di Gordy Hoffman (2005)
- And Then It Breaks, regia di Anne Dudek, Leslie Jean Porter e Ron Truppa (2006)
- Park, regia di Kurt Voelker (2006)
- 10 cose di noi (10 Items or Less), regia di Brad Silberling (2006)
- Speed Dating, regia di Isaac Feder - cortometraggio (2007)

### Televisione
- E.R. - Medici in prima linea (ER) - serie TV, episodio 8x10 (2001)
- For the People - serie TV, episodio pilota (2002)
- The Book Group - serie TV, 12 episodi (2002-2003)
- Giudice Amy (Judging Amy) - serie TV, episodio 4x23 (2003)
- Six Feet Under - serie TV, episodio 3x12 (2003)
- Friends - serie TV, episodio 10x01 (2003)
- Desperate Housewives - serie TV, episodio 1x03 (2004)
- Perfetti... ma non troppo (Less Than Perfect) - serie TV, episodi 3x06 e 3x11 (2004)
- Streghe (Charmed) - serie TV, episodio 7x11 (2005)
- Invasion - serie TV, episodi 1x02-03 (2005)
- How I Met Your Mother - serie TV, episodi 1x04 e 5x18 (2005-2010)
- Rizzoli & Isles - serie TV, episodio 5x18 (2015)
- Bones - serie TV, episodi 1x02 e 1x06 (2005)
- Psych - serie TV, episodio pilota (in 2 parti) (2006)
- Law & Order: Criminal Intent - serie TV, episodio 6x02 (2006)
- Big Day - serie TV, episodi 1x07-1x10-1x12 (2006-2007)
- Numb3rs - serie TV, episodio 3x12 (2007)
- Mad Men - serie TV, 15 episodi (2007-2008) - Francine Hanson
- Big Love - serie TV, 18 episodi (2007-2011)
- The Mentalist - serie TV, episodio 5x06 (2011)
- Dr. House - Medical Division (House, M.D.) - serie TV, 19 episodi (2007-2012) - Amber Volakis
- Castle - serie TV, episodio 2x11 (2009)
- Covert Affairs - serie TV, 30 episodi (2010-2011) - Danielle Brooks
- Touch - serie TV, episodio 1x08 (2012)
- Private Practice - serie TV, episodio 5x21 (2012)
- Criminal Minds - serie TV, episodio 8x5 (2012)
- Those Who Kill – serie TV, 10 episodi (2014)
- Grey's Anatomy - serie TV, episodio 10x17 (2014)
- The Magicians – serie TV (2015-2017)
- Longmire — serie TV,1 episodio 3x05 (2017)
- The Flash — serie TV, 4 episodi (2017)
- Corporate – serie TV (2018-2020)
- Manhunt (miniserie televisiva) - serie TV (2024)

## Doppiatrici italiane
Nelle versioni in italiano delle opere in cui ha recitato, Anne Dudek è stata doppiata da:
- Barbara De Bortoli in Covert Affairs, Criminal Minds, Bosch
- Francesca Manicone in Desperate Housewives, The Flash
- Francesca Guadagno in Mad Men, Castle
- Irene Di Valmo in Bones, Grey's Anatomy
- Marina Guadagno in Streghe
- Tiziana Avarista in White Chicks
- Debora Magnaghi in How I Met Your Mother (ep. 1x04)
- Cristiana Rossi in How I Met Your Mother (ep. 5x18)
- Myriam Catania in 10 cose di noi
- Patrizia Mottola in Law & Order - Criminal Intent
- Chiara Colizzi in Dr. House - Medical Division
- Cristina Poccardi in Big Love
- Chiara Gioncardi in Psych
- Patrizia Burul in Private Practice
- Eleonora Reti in Touch
- Antonella Baldini in The Mentalist
- Sabrina Duranti in Aquarius
- Daniela Calò in The Good Doctor